# Прасни
Прасни — деревня в Себежском районе Псковской области России.
Входит в состав сельского поселения Себежское. Численность населения деревни по оценке на начало 2001 года составляла 19 жителей.

## География
Находится на юго-западе региона, в лесной местности на восточном прибрежье Себежского озера, на территории национального парка «Себежский», в 8 км к востоку от города Себеж и в 1,5 км к северу от бывшего волостного центра д. Чернея.
Расположена у
В 1,5 км восточнее д. Прасни находится ур. Верховсский Лес с озером

## Климат
Климат, как и во всем районе, умеренно континентальный. Характеризуется мягкой зимой, относительно прохладным летом, сравнительно высокой влажностью воздуха и значительным количеством осадков в течение всего года. Средняя температура воздуха в июле +17 °C, в январе −8 °C. Средняя продолжительность безморозного периода составляет 130—145 дней в году. Годовое количество осадков — 600—700 мм. Большая их часть выпадает в апреле — октябре. Устойчивый снежный покров держится 100—115 дней; его мощность обычно не превышает 20-30 см.

## История
С января 1995 до июля 2010 года деревня входила в состав ныне упразднённой Лавровской волости.

## Население
| 2001 | 2002 | 2010 |
| ---- | ---- | ---- |
| 19   | ↗28  | ↗35  |

### Национальный и гендерный состав
Согласно результатам переписи 2002 года, в национальной структуре населения русские составляли 89 % от общей численности в 28 чел., из них 10 мужчин, 18 женщин.

## Инфраструктура
Развито личное подсобное хозяйство, любительское рыболовство.

## Транспорт
Деревня доступна по автодороге 58К-564.